# Чуприна Тарас Єлизарович
Тарас Чуприна (1876, с. Козирщина, Новомосковського повіту Катеринославської губернії, Російська імперія — рік і місце смерті невідомі) — член Катеринославської «Просвіти», з 26 вересня 1912 голова Перещепинського товариства «Просвіта».

## Життєпис

Церква у с. Перещепине Новомосковського повіту. Фото початку ХХ ст.

Хата Перещепинської «Просвіти».

Мав нижчу освіту. Перещепине — велике село на березі річки Оріль в Новомосковському повіті. Село ще називалося Велика Перещепина на відмін від Малої Перещепини на Полтавщині У с. Перещепине був маєток відомого російського політичного діяча М. В. Родзинка.

### Діяльність Перещепинської «Просвіти»
Товариство «Просвіта» у с. Перещепине розпочало своє життя 28 березня 1912, коли відбулися перші загальні збори. На них Чуприну обрано головою ради товариства. Товаришем (заступником) голови став Петро Жуковець, скарбником Василь Кузнецов, писарем — Дем'ян Перебийніс. Усіх членів Товариства нараховувалося 53.
Рада Товариства замовила книжки для бібліотеки, передплатила низку видань — «Літературно-науковий вістник», «Світло», «Українську хату», «Украинскую жизнь», «Рідний край», «Ріллю», «Світову зірницю», «Раду» й «Сніп». На відкритті Перещепинської «Просвіти» на Великодньому тижні 1912 були присутні голова Січеславської «Просвіти» Герасим Денисенко і його заступник Дмитро Дорошенко, який докладно описав це у своїх споминах. Чуприна брав участь разом з іншими селянами у виставі «Невольник» — драмі Кропивницького за поемою Шевченка, поставленій 17 лютого 1911 на сцені перещепинського «Народного дому» до 50-річчя смерті Т. Шевченка.
Рішенням ради Товариства від 8 листопада 1913 Чуприна і Жуковець були делеговані на свято Івана Котляревського в Полтаві.
Театральна секція Перещепинської «Просвіти» підготувала у 1912 дві вистави — «Мати-наймичка» і «Степовий гість». Чуприна відгукнувся некрологом на смерть скарбника філії В. Кузнецова (1913).
У 1914 Перещепинська філія «Просвіти» мала 76 дійсних і 8 почесних членів, влаштувала дві драматичні вистави та один концерт. Після заборони в лютому 1916 Перещепинська «Просвіта» відродилася 28 травня 1917.

### Арешт Чуприни і заслання у концтабір
Чуприна заарештований у Перещепиному 7 лютого 1930. Рішенням засідання «трійки» при колегії ДПУ УРСР від 10 березня 1930 звинувачений у тому, що був організатором «Просвіти» та її головою з 1907 по 1920 (один з рідкісних випадків, коли людину прямим текстом звинувачували в організації «Просвіти»).
Чуприну судили на другий день після початку в Харкові процесу «Спілки визволення України».
Його також звинувачено в тому, що під час гетьманщини був організатором «Вільного козацтва», вів активну антирадянську агітацію, спрямовану на зрив заходів, які проводилися радянською владою на селі.
Таким чином, Чуприну звинувачено в учиненні злочинів, передбачених статтями 54-10 та 54-13 КК УРСР.
Чуприну засудили до заслання у концтабір терміном на вісім років.

### Посмертна реабілітація
Висновком прокуратури Дніпропетровської області від 4 жовтня 1989 на підставі ст. І Указу Президії Верховної Ради СРСР від 16 січня 1989 рішення засідання трійки при колегії ДПУ УРСР від 10 березня 1930 стосовно Чуприни скасовано і він вважається реабілітованим.